# جان ای. مک‌دانلد
سر جان آلکساندر مک‌دانلد (انگلیسی: Sir John Alexander Macdonald؛ زاده ۱۱ ژانویهٔ ۱۸۱۵ – درگذشته ۶ ژوئن ۱۸۹۱) یک سیاست‌مدار و نخستین نخست‌وزیر کانادا (۱۸۶۷–۱۸۷۳، ۱۸۷۸–۱۸۹۱) بود.

## زندگی شخصی
مک‌دانلد در اسکاتلند متولد شد. زمانی که او یک پسر بچه بود همراه خانواده اش به کینگستون در مستعمره کانادای علیا (امروزه در شرق انتاریو) مهاجرت کرد. او در سال ۱۸۶۷ به عنوان اولین نخست‌وزیر کشور جدید کانادا برگزیده شد و ۱۹ سال خدمت کرد؛ تنها ویلیام لیون مکنزی کینگ بیش از او در این پست بوده‌است.

## دستاوردها
شکل غالب کنفدراسیون کانادا حاصل تقریباً نیم قرن فعالیت‌های سیاسی او است.
بزرگ‌ترین دستاوردهای مک‌دانلد ساخت و هدایت یک دولت ملی موفق برای یک قلمرو سیاسی نیمه مستقل جدید، حمایت از ایجاد یک حزب محافظه کار قوی، ترویج سیاست‌های ملی، و ساخت راه‌آهن قاره‌ای کانادا پسیفیک بود.

## تصمیمات بحث‌برانگیز وی
در دوره او رشد اقتصادی آهسته بود و کانادا به رکود نزدیک شد؛ بسیاری از ساکنان کانادا به ایالات متحده که به سرعت در حال رشد بود مهاجرت کردند. مک‌دانلد علیه تلاش‌های استانی برای قدرت گرفتن اتاوا مبارزه کرد. بحث برانگیزترین حرکت او تصویب اعدام لوئی ریل رهبر مردم متی به جرم خیانت در سال ۱۸۸۵ بود.

## نگارخانه

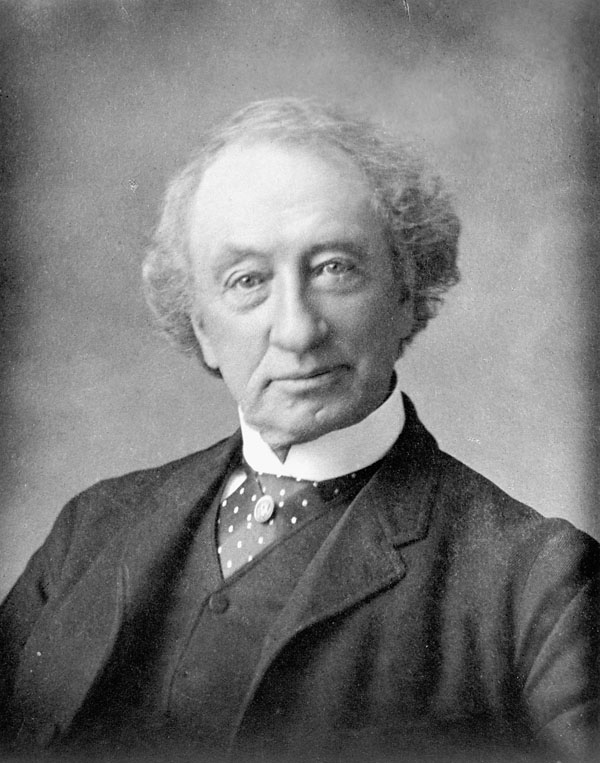
سر جان مک‌دانلد اولین نخست وزیر کانادا